# Chartreuse de Jerez de la Frontera
La chartreuse de Jerez de la Frontera (espagnol : la Cartuja de Jerez de la Frontera) ou chartreuse de Santa María de la Defensión (espagnol : la Cartuja de Santa María de la Defensión; ou la Cartuja de Nuestra Señora de la Defensión) est un monastère situé en Espagne à Jerez de la Frontera, dans la province de Cadix. Son architecture est du gothique tardif, correspondant au début de la construction au XVe siècle, avec des aspects baroques commençant au XVIIe siècle. L'édifice terminé au XVIIe siècle a été inscrit à la liste des monuments historico-artistiques (Monumento Histórico-Artístico) et a été déclaré Bien d'intérêt culturel en 1856.
L'entrée de style Renaissance est due aux plans d'Andrés de Ribera ; elle est particulièrement remarquable, ainsi que l'église Sainte-Marie-de-la-Défense et le petit cloître gothique dessiné par Juan Martínez Montañés. Les stalles du chœur sont l'œuvre de Juan de Oviedo de la Bandera (1565-1625); ils ont été conçus à l'origine pour l'église du couvent de la Merci de Sanlúcar de Barrameda et ont été transférés ici en 1960. Les tableaux de Juan de la Roelas  que l'on peut admirer dans la chapelle de la chartreuse proviennent de ce même couvent. Le musée de Cadix abrite nombre de tableaux de Francisco Zurbarán qui proviennent de la chartreuse.
Depuis 2002, ce sont les Sœurs de la Fraternité de Bethléem qui habitent les lieux, continuant la tradition spirituelle multiséculaire des chartreux.

## Histoire et description

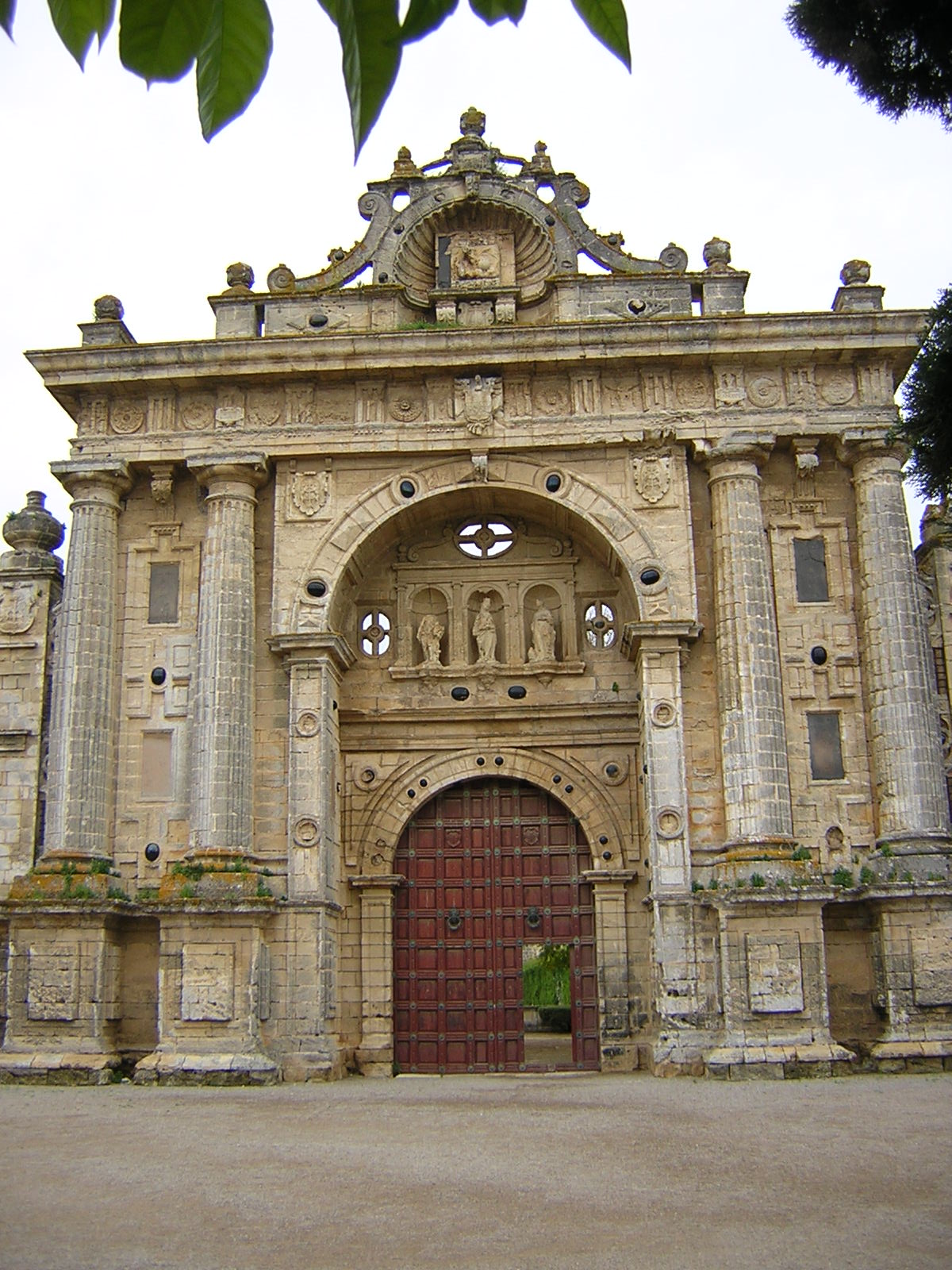
Entrée Renaissance de la chartreuse.

Le monastère doit son origine à Alvaro Obertos de Valeto, chevalier d'ascendance gênoise, à l'époque de la Reconquista par Alphonse X de Castille, venu défendre la cité libérée du joug musulman en 1264. Sans descendance, Alvaro lègue toute sa fortune pour fonder une chartreuse à Cadix. Mais ce n'est qu'en 1475 que son vœu est réalisé et qu'un endroit est choisi près de la Guadalete, à l'emplacement du lieu de la bataille de 1368 qui a chassé l'envahisseur. Cette victoire est attribuée à la protection de la Vierge à qui un ermitage est dédié sous le nom de « Nuestra Señora de la Defensión » (Notre-Dame de la Défense), nom qui est donné au monastère.
À l'entrée de la clôture se dresse un grand portique tétrastyle avec une voûte semi-circulaire centrale qui montre un portail de bois incrusté de bronze. Commencé en 1571 par Andrés de Ribera, ce portique adopte les canons les plus purs du classicisme andalou. Il est conçu comme un arc de triomphe décoré de blasons, de baldaquins, de pièces chantournées ou de céramiques glazurées en forme d'hémisphères.
Au début du XVIIe siècle, d'autres travaux sont entrepris, comme ceux de la façade de l'église qui est entièrement refaite en 1667 dans le goût baroque, d'après les plans du Frère Pedro del Piñar qui place sur le haut des sculptures, ainsi que dans les niches du réfectoire, de la main de Francisco de Gálvez.
Cette façade est conçue comme un véritable retable avec deux ordres superposés sur des colonnes corinthiennes et des entablures en courbes finement sculptées dont la base est décorée de blasons et de thèmes floraux. Le décor orné des pilastres et des frises, la superposition des vases et un troisième rang au décor plus réduit en font un chef-d'œuvre du baroque andalou.

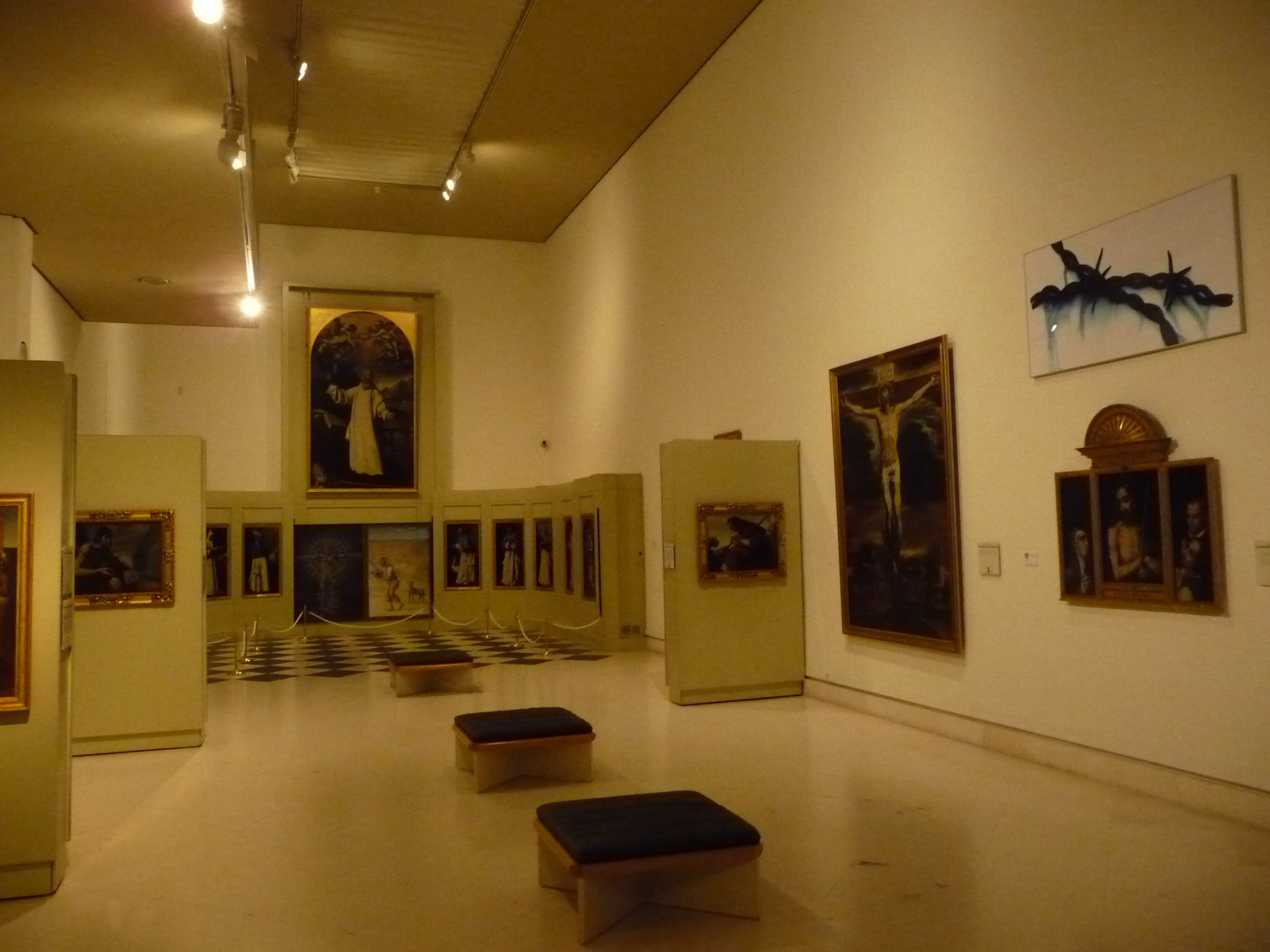
Tableaux de Zurbarán au musée de Cadix, provenant de la chartreuse.

Les stalles sculptées du chœur (Coro de Padres) sont remarquables et datent de 1550; le remplacement  de l'ancien maître-autel et son retable dans le style flamand par Alejandro de Saavedra, José de Arce, et Zurbarán ainsi que les tableaux sur panneau de Zurbarán qui couvraient les parois du sanctuaire se trouvent pour la plupart au musée de Cadix.

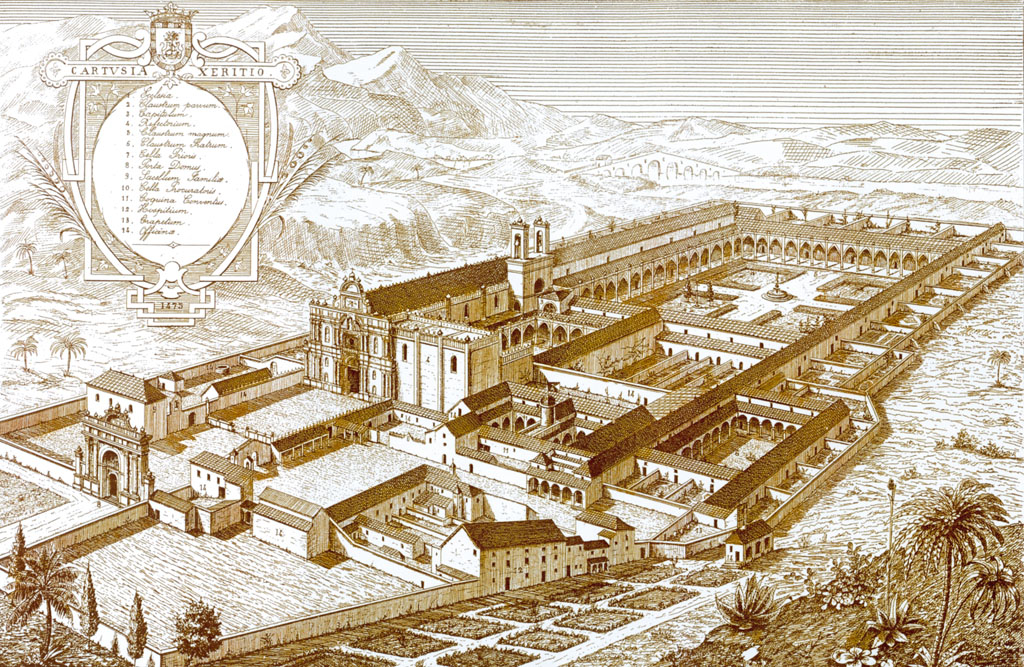
La chartreuse au XVIIIe siècle.

Lorsque les Français ont occupé la région en 1810, la chartreuse a servi de cantonnement de troupes et a été sévèrement endommagée. Les chartreux ont été obligés de s'enfuir à Cadix et à leur retour ont pu réparer en partie les dégâts. Avec le désamortissement de Mendizabal, les œuvres de Zurbarán sont expropriées. La plupart se trouvent au musée de Cadix (L'Apothéose de saint Bruno et quatre petites toiles représentant les Évangélistes, Saint Laurent et Saint Jean-Baptiste), d'autres sont au Metropolitan Museum of Art de New York (La Bataille de Xérès), et au musée de Grenoble en France (L'Annonciation, La Circoncision, L'Adoration des bergers  et L'Adoration des rois mages), ainsi qu'au musée de Poznań en Pologne (La Vierge du Rosaire).
À leur dernier retour en 1948, les chartreux restaurent le monastère. Ils partent en 2002 pour fonder une chartreuse en Corée. Les Sœurs de la Fraternité de Bethléem se sont installées en ces lieux en 2002, continuant la tradition spirituelle multiséculaire des chartreux. Elles vivent de la vente de produits d'artisanat.

## Notes et références

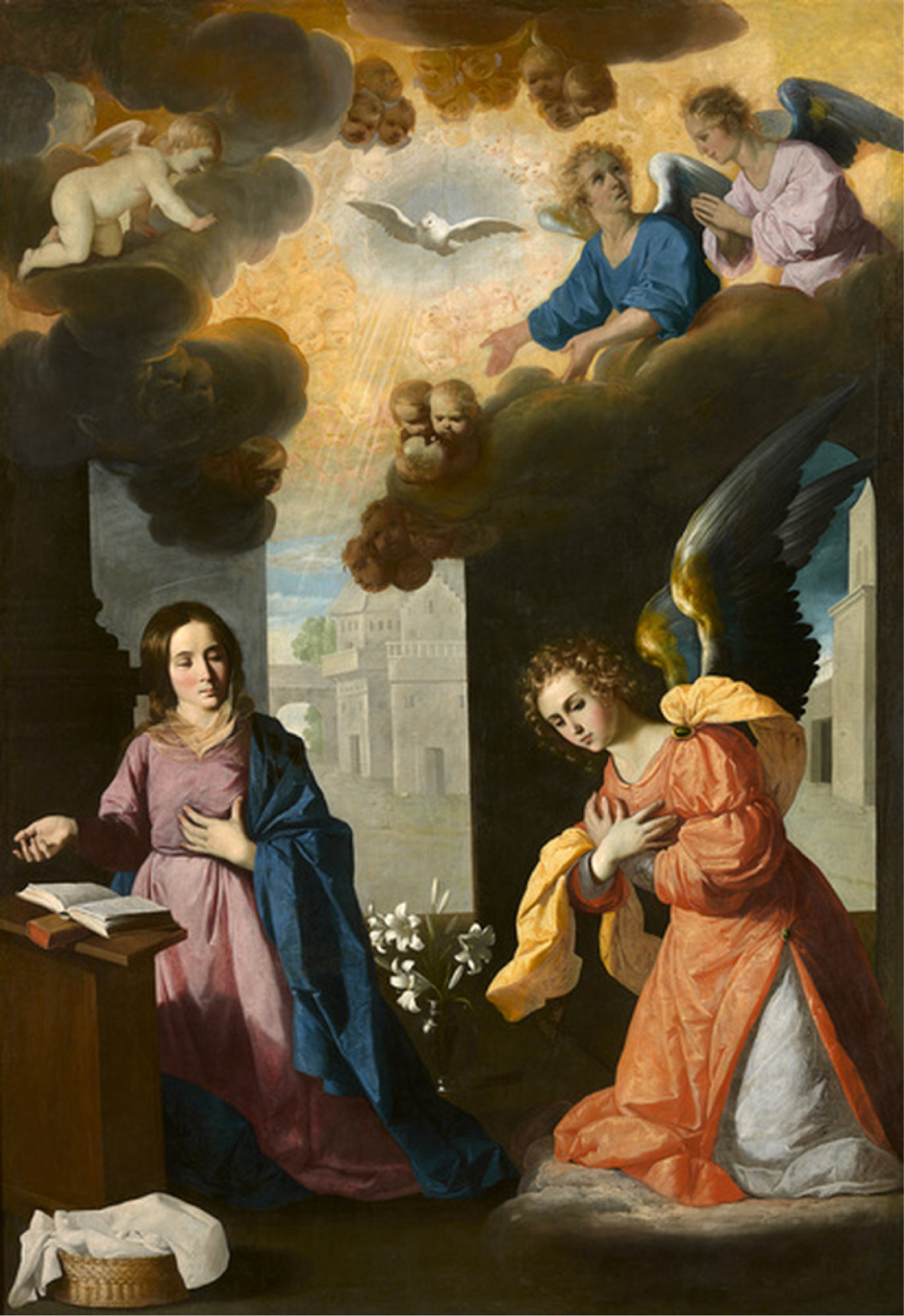
L'Annonciation de Zurbarán au musée de Grenoble.